# Олав Лесоруб
Олав Лесоруб (др.-сканд. Ólafr trételgja) — полулегендарный конунг из династии Инглингов. Первым расчистил лес в Вермаланде. Он стал первым Инглингом, которого навсегда изгнали из Уппсалы — древней столицы Инглингов.

## Биография
Олав Лесоруб родился в семье Ингьяльда Коварного и Гаутхильд, которая происходила из рода конунгов гаутов. О них упоминается в «Саге об Инглингах» и ещё ряде источников. Олав воспитывался в Западном Гаутланде (в то время было принято отсылать детей на воспитание третьим лицам). У Олава была старшая сестра по имени Аса, которая, как и отец, получила прозвище «Коварная».
После того, как Ивар Широкие Объятья покорил Упсалу и сжег в королевских палатах Ингьяльда Коварного вместе с Асой, Олав не стал возвращаться на родину, потому что свеи были настроены резко против Инглингов. Узнав о смерти отца, он собрал верных ему людей и бежал — сначала в Нерики, а оттуда еще дальше на юго-запад, в район озера Венерн и реки Кларэльвен. Эту землю они расчистили и заселили, назвав область «Вермаландом». Свеи же, узнав об этом, дали Олаву презрительную кличку «Лесоруб».
Олав взял в жены дочь конунга Солейяра (историческая область в совр. фюльке Хедмарк) Хальвдана Золотой Зуб. У них родились два сына — Ингьяльд и Хальвдан, который впоследствии расширил державу Инглингов.
Подробно известно о причинах смерти Олава. Из-за переселения в Вермаланде начался неурожай. Местные жители сочли, что в этом виноват конунг. Было решено принести его в жертву. Недовольные конунгом люди собрали войско, окружили его дом и сожгли. Впрочем, автор «Саги об Инглингах» Снорри Стурлусон добавляет, что уже в то время многие понимали, что конунг не виноват в неурожае.
Интересно, что в анонимной Истории Норвегии упоминается альтернативная версия — якобы Олав управлял королевством долго и умер своей смертью. При этом не уточняется, каким королевством он управлял и почему получил прозвище «Лесоруб».